# Oscar Castro-Neves
Oscar Castro-Neves (Rio de Janeiro, 15 mei 1940 - Los Angeles, 27 september 2013) was een Braziliaanse gitarist, arrangeur en componist.

## Biografie
Castro-Neves speelde eerst cavaquinho, voordat hij zich richtte op de piano en de klassieke gitaar. Op 12-jarige leeftijd leerde hij van zijn oom jazzharmonieën. Eerst trad hij op met zijn broers Mário (piano), Iko (bas) en Léo (drums). Op 16-jarige leeftijd nam hij zijn eerste song Chora Tua Tristeza op, die zich ontwikkelde tot een nationale hit en die ook internationaal werd gecoverd. Tijdens de opvolgende jaren was hij betrokken bij opnamen met Vinícius de Moraes, Dorival Caymmi en het Quarteto em Cy. In 1962 speelde hij tijdens het bossanova-concert in de Carnegie Hall, dat eraan meewerkte, dat dit genre in de Verenigde Staten populair werd gemaakt. Daarna ging hij op tournee met Stan Getz. In 1971 verhuisde hij naar de Verenigde Staten, waar hij samenwerkte met Sérgio Mendes.
Tijdens een groot deel van de jaren 1970 en 1980 was hij lid van het Paul Winter Consort. Verder werkte hij met Antônio Carlos Jobim, Elis Regina, Flora Purim, Joe Henderson (Double Rainbow: The Music of Antonio Carlos Jobim, 1994), Yo-Yo Ma, Michael Jackson, Herbie Hancock, Barbra Streisand, Stevie Wonder, João Gilberto, Eliane Elias, Lee Ritenour, Airto Moreira, David Darling, Toots Thielemans, Quincy Jones, Ella Fitzgerald en Diane Schuur.
Hij woonde en werkte in Los Angeles, waar hij vooral filmmuziek orkestreerde (waaronder Blame It on Rio en Sister Act 2: Back in the Habit). Ook produceerde hij albums voor onder andere Carol Welsman. Hij onderwees aan het Guitar Institute of Technology (GIT) en bij de Dick Grove Music Workshops.

## Overlijden
Oscar Castro-Neves overleed in september 2013 op 73-jarige leeftijd.

## Onderscheidingen
Voor zijn verdiensten voor de Braziliaanse muziek werd hij benoemd tot officier van de Braziliaanse nationale Orde van Verdienste Ordem de Rio Branco.

## Discografie
- 1987: Brazilian Scandals
- 1987: Oscar!
- 1989: Maracujá
- 1991: More than Yesterday (met Teo Lima)
- 1993: Tropical Heart
- 1997: The John Klemmer and Oscar Castro-Neves Duo
- 1998: Brazilian Days met Paul Winter)
- 2003: Playful Heart
- 2006: All One
- 2012: Live at Blue Note Tokyo met Airto Moreira

- Biblioteca Nacional de España: XX1623261
- Bibliothèque nationale de France: cb139334326 (data)
- Gemeinsame Normdatei: 135020271
- International Standard Name Identifier: 0000 0001 1488 4693
- Library of Congress Control Number: n80032978
- MusicBrainz: 66370eca-c0a9-46e9-a289-8d5755de126b
- Nationale Bibliotheek van Tsjechië: xx0131512
- Nationale Bibliotheek van Israël: 987007350584305171
- SNAC: w6jj5z2p
- Système universitaire de documentation: 088520722
- Virtual International Authority File: 19869457
- WorldCat: E39PBJwmVDPwBdQyxXpJ8KDrMP